# Pedro Soares Martínez
Pedro Mário Soares Martínez (Lisboa, 21 de noviembre de 1925-Ib., ca. 12 de abril de 2021) fue un catedrático, abogado y político portugués, ministro durante la dictadura de António de Oliveira Salazar.

## Biografía
Licenciado en Derecho, especializado en Ciencias Jurídicas (1947) y Ciencias Políticas y Económicas (1949), inició su actividad profesional como asistente en la Facultad de Derecho de la Universidad Católica Portuguesa en 1950. Doctor en Ciencias Políticas y Económicas (1953), ascendió a profesor extraordinario en 1956 y profesor titular en 1958. En la misma universidad fue Secretario (1958-1967) y Director (1971-1974). Es profesor visitante en el Departamento de Derecho de la Universidad Portucalense en Oporto.
Además ha sido funcionario del Cuerpo Diplomático del Ministerio de Asuntos Exteriores (1948-1956), abogado en el Distrito Judicial de Lisboa, consultor, gerente de negocios y operador en los sectores bancarios y de seguros. Fue procurador de la Cámara Corporativa en la dictadura Salazarista (1960-1968), así como Ministro de Salud y Bienestar Social (1962-1963).
Colaborador de numerosas publicaciones científicas, nacionales y extranjeras, también fue columnista de varios diarios: O Dia, O Debate, O Diablo, A Rúa y Diário Popular. Es académico de la Academia de las Ciencias de Lisboa, del Instituto Histórico y Geográfico Brasileño y correspondiente de la Real Academia de la Historia en Madrid, y de la Academia Nacional de la Historia de Venezuela.
El 12 de abril de 2021 la Facultad de Derecho de la Universidad de Lisboa comunicó su fallecimiento a los noventa y tres años de edad.